# Calamagrostis menhoferi
Calamagrostis menhoferi är en gräsart som beskrevs av Rafaël Herman Anna Govaerts. Calamagrostis menhoferi ingår i släktet rör, och familjen gräs. Inga underarter finns listade i Catalogue of Life.